# Thelma Kalama
Thelma Kalama (født 24. marts 1931 i Honolulu, Hawaii, død 17. maj 1999 smst.) var en amerikansk svømmer, som deltog i de olympiske lege 1948 i London.

## Svømmekarriere
Kalama fik økonomisk hjælp til at komme til det amerikanske udtagelsesstævne til OL 1948, da en flok lokale unge på stranden ved Honolulu samlede ind til hende. Her klarede hun sig godt nok til at blive udtaget. Ved legene deltog hun i 4 × 100 m fri sammen med Marie Corridon, Brenda Helser og Ann Curtis. I indledende heat blev amerikanerne nummer to efter Danmark, der sammen med Nederland var favoritter. I finalen var det da også disse to nationer, der kæmpede om at føre på de første tre ture, men Curtis på sidsteturen fik efterhånden indhentet Nederland med 15 m tilbage, og med en solid spurt fik hun akkurat slået Fritze Nathansen, så amerikanerne vandt guld i olympisk rekordtid på 4.29,2 minutter, 0,4 sekund foran Danmark på andenpladsen, mens Nederland fik bronze.
Hun vandt derudover tre amerikanske amatørmesterskaber og satte en amerikansk rekord i 400 m fri.

## Videre karriere
Kalama gik ind i den amerikanske marine, hvor hun nåede en sergentgrad.

## OL-medaljer
- 1948:  Guld i 4 x 100 meter fri (USA)